# Humicola minima
Humicola minima är en svampart som beskrevs av Fassat. 1967. Humicola minima ingår i släktet Humicola och familjen Chaetomiaceae.   Inga underarter finns listade i Catalogue of Life.